# John Watson (militär)
John Watson född omkring 1829 var en brittisk officer, som tjänstgjorde i Ostindiska Kompaniets armé i Indien. 
I samband med en sammandrabbning med indiska rebeller gjorde den dåvarande löjtnanten en så utomordentlig insats att han tilldelades Victoriakorset  (VC) som är den högsta och mest prestigefyllda utmärkelsen för tapperhet i fält i det brittiska försvaret.